# لووکا (ناحیه هودونین)
لووکا (به چکی: Louka) یک منطقهٔ مسکونی در جمهوری چک است که در ناحیه هودونین واقع شده‌است. لووکا ۹٫۵۴ کیلومتر مربع مساحت و ۱٬۰۱۵ نفر جمعیت دارد و ۳۷۵ متر بالاتر از سطح دریا واقع شده‌است.